# 1534
Évszázadok: 15. század – 16. század – 17. század
Évtizedek: 1480-as évek – 1490-es évek – 1500-as évek – 1510-es évek – 1520-as évek – 1530-as évek – 1540-es évek – 1550-es évek – 1560-as évek – 1570-es évek – 1580-as évek
Évek: 1529 – 1530 – 1531 – 1532 –  1533 – 1534 – 1535 – 1536 – 1537 – 1538 – 1539

## Események

### Határozott dátumú események
- augusztus 27. – Majláth István vezette erdélyi és havasalföldi seregek, szövetségben Moldvával ostromolják Medgyest, ahová Lodovico Gritti vette be magát.
- szeptember 29. – Majláth elfoglalja Medgyest, Grittit kivégzik.[1]
- október 3. – I. Ferdinánd osztrák főherceg értesült Lodovico Gritti haláláról, amit I. Szulejmán előtt Szapolyai János ellen kíván felhasználni.
- október 13. – VII. Kelemen pápa halálát követően (szeptember 25.) Alessandro Farnese foglalja el a pápai trónt III. Pál néven.[2]
- október 17. – Éjszaka I. Ferenc francia király amboise-i kastélyában a király lakosztálya elé kiragasztanak egy plakátot, amely a misét és az egyházat becsmérli.[3]
- november 10. – Szalaházi Tamás püspök visszafoglalja Tihanyt Szapolyai Jánostól.

### Határozatlan dátumú események
- július – Jacques Cartier két hajóval kiköt a Szent Lőrinc-öbölben, és az öböl környékét Franciaország tulajdonának nyilvánítja.[4]
- az év folyamán – A tihanyi vár az apátsággal együtt világi kézre kerül, és végvár szerepet tölt be.[5]

## Születések
- június 23. – Oda Nobunaga, a japán történelem Szengoku-korszakának egy jelentős daimjója († 1582)
- december 16. – Hans Bol flamand festő († 1593)

## Halálozások
- augusztus 21. – Philippe de Villiers de L’Isle-Adam francia nemes, a Jeruzsálemi Szent János Lovagrend 44. nagymestere (* 1464)
- szeptember 25. – VII. Kelemen pápa (* 1478)[6]
- szeptember 29. – Lodovico Gritti olasz kalandor, Magyarország kormányzója (* 1480 körül)